# Monica Z – Musiken från filmen
Monica Z – Musiken från filmen är ett soundtrack-album från filmen Monica Z med sång av Edda Magnason, dirigerat, producerat och arrangerat av Peter Nordahl. Det är inspelat på Atlantis Studio, Stockholm och Nilento Studio, Göteborg. Albumet gavs ut av Universal Music Group 2013. Magnason sjöng låtarna i rollen som Monica Zetterlund.
Edda Magnason var nominerad till en Grammis i kategorin Årets jazz för Monica Z – Musiken från filmen.
17 december 2013 hade 20 000 skivor sålts och därmed blev detta soundtrack-album en guldskiva.

## Låtlista
1. "Sakta vi gå genom stan" – 3:20
2. "Hit the Road Jack" – 2:05
3. "Monicas vals" – 3:09
4. "O vad en liten gumma kan gno" – 2:22
5. "En gång i Stockholm" – 3:13
6. "It Could Happen to You" – 1:44
7. "Gröna små äpplen" – 5:16
8. "Trubbel" – 5:17
9. "Du" – 2:20
10. "Bedårande sommarvals" – 2:57
11. "I Can't Give You Anything But Love" – 1:40
12. "I New York" – 2:19
13. "Monica Z – Svit ur filmen" – 9:13

## Mottagande
Skivan fick ett gott mottagande när den kom ut med ett snitt på 3,6/5 baserat på fyra recensioner.

## Listplaceringar
| Lista (2013–14) | Topplacering |
| --------------- | ------------ |
| Sverige         | 3            |
| Danmark         | 8            |
| Finland         | 50           |